# D20 Modern
d20 Modern è un gioco di ruolo sviluppato da Bill Slavicsek, Jeff Grubb, Rich Redman e Charles Ryan. È stato pubblicato da Wizards of the Coast nel novembre del 2002, e usa il d20 System. Il gioco fornisce regole e strumenti per ambientare le campagne in vari scenari moderni.

## Sistema
Il d20 Modern è basato sul d20 System, con le seguenti aggiunte e modifiche:

### Personaggi
Il d20 Modern offre sei classi: Strong Hero (Eroe Forte), Fast Hero (Eroe Veloce), Tough Hero (Eroe Robusto), Smart Hero (Eroe Intelligente/Acuto), Dedicated Hero (Eroe Esperto) e Charismatic Hero (Eroe Carismatico).  Queste classi base corrispondono ai sei punteggi di caratteristica usati nel d20 System.  Le classi base sono aperte, flessibili e generiche, al contrario delle più focalizzate e ristrette di Dungeon and Dragons.
Un personaggio di d20 Modern può successivamente, soddisfacendo certi requisiti, prendere livelli in classi avanzate. Esse sono più focalizzate e specifiche, come Soldier (Soldato), Field Medic (Medico di Campo) e Techie (Tecnico).
Ci sono anche classi di prestigio; esse hanno requisiti esigenti, che vengono raggiunti tramite almeno una classe avanzata, e sono più strettamente specializzate nelle loro regole, ma non si trovano nel manuale base.
Inoltre il d20 Modern include animali dotati di intelligenza come razze del personaggio, ovvero un gruppo di creature antropomorfe con benefici e difetti individuale.

### Punti Azione
Ogni personaggio guadagna un numero prefissato di punti, chiamati 'Action Points' ('Punti Azione'). Questi punti possono essere spesi durante il gioco per aumentare l'effetto di un singolo lancio di dado o per fare uso di certe abilità ottenute dai personaggi eroici lungo il loro percorso di avanzamento di livello.

### Abilità e Talenti
Quando salgono di livello, i personaggi guadagnano punti che sono usati per comprare gradi in varie abilità. Queste abilità quantificano in termini di gioco la competenza del personaggio in alcune azioni fuori dal combattimento, come nuotare, negoziare, guidare o usare il computer.
I talenti sono speciali abilità che un personaggi ottiene. Sono meno facili da descrivere per l'assoluta varietà di benefici che concedono al personaggio. Al contrario delle abilità, i talenti non hanno "punti abilità", ma sono invece un singolo "potenziamento" ottenibile che garantisce qualche sorta di bonus. Un talento potrebbe permettere a un personaggio di eseguire speciali mosse di combattimento, migliorare l'uso di una o più abilità o avere qualche altro effetto insolito.

### Equipaggiamento
Un personaggio può comprare o comunque ottenere un qualsiasi oggetto preso dai numerosi inclusi nelle liste del manuale, o quelli che il game master reputa opportuno includere, usando una meccanica basata sul prezzo dell'oggetto. Il d20 Modern usa un sistema molto astratto per lo scambio di beni, inteso a semplificare l'economia moderna senza includere carte di credito, debiti, tassi di cambio, investimenti e le altre innumerevoli fonti di denaro della società moderna.

## Scenari
Il d20 Modern presenta tre campagne di esempio. Questi scenari, al contrario del resto del libro, includono il soprannaturale.

### Shadow Chasers (Cacciatori di Ombre)
In questo scenario mostri malvagi, di solito provenienti da universi paralleli, vagano liberamente per il mondo. Ciononostante la maggior parte delle persone non vede queste creature, vedendone invece una vaga approssimazione ancora plausibile nelle loro convinzioni riguardo alla realtà. Per esempio un ogre potrebbe apparire a queste persone come un uomo molto corpulento. I personaggi giocanti sono in qualche modo in grado di vedere attraverso questa illusione e solitamente si prendono la responsabilità di difendere l'umanità dai mostri. Questo scenario è apparso originalmente come minigioco in Polyhedron numero 150.

### Agents of Psi (Agenti di Psi)
In questo scenario la magia (almeno nel senso tradizionale del termine) non esiste, ma capacità psichiche dette psioniche sì. I personaggi giocanti lavorano in genere per un'agenzia investigativa governativa e/o usano questa forza quasi soprannaturale, ma è solo un suggerrimento e non è strettamente richiesto dalle regole. Un racconto ambientato in questo scenario è stato pubblicato nel sito della WotC.

### Urban Arcana (Arcani Urbani)
In questo scenario i draghi dominano nelle sale del potere e i bugbears controllano le strade. È un mondo dove i mostri e la magia esistono ma la psiche umana semplicemente non può comprenderli ignora qualsiasi evento soprannaturale. Alcuni comunque rompono questa barriera e diventano consapevoli del mondo attorno a loro; aiutano quindi Maghi, Accoliti e altri personaggi magici a combattere contro i mostri provenienti da un altro reame. Questo scenario combina aspetti dei due precedenti (Shadow Chasers e Agents of Psi) e richiede che tutti gli scenari coesistano nella stessa campagna (almeno in Urban Arcana).

### Altri scenari

#### Dark•Matter: Shades of Grey
Dark•Matter: Shades of Grey è un minigioco d20 Modern di suspense e cospirazioni pubblicato sul numero 167 di Polyhedron Magazine (abbinato a Dungeon Adventures numero 108) e poi in un singolo manuale, Dark Matter, nel settembre 2006. È un remake dell'ambientazione omonima per Alternity. Usa concetti dal manuale base e dai supplementi Urban Arcana e d20 Menace Manual, che sono raccomandati per ottenere il massimo dallo scenario.

#### Mecha Crusade
Mecha Crusade era uno scenario per un minigioco basato sul d20 System pubblicato nel numero 154 di Polyhedron Magazine (Dungeon Adventures numero 95).
Lo scenario prende spunto da serie anime basate sui mecha, come Mobile Suit Gundam o Macross.

#### Pulp Heroes
Pulp Heroes nacque come minigioco nel numero 149 di Polyhedron Magazine (Dungeon Adventures numero 90). Su Polyhedron Magazine numero 161 (Dungeon Adventures numero 102) venne poi pubblicato un aggiornamento del minigioco al d20 Modern.
Lo scenario permette di ambientare il gioco nella famosa Pulp Era della letteratura, piena di antichi dinosauri, gangster assetati di potere, vendicativi vigilanti, fantastici supereroi, malvagi Nazisti, bizzarre invenzioni, mistici psionici, detective incalliti, esperti maestri di arti marziali, curiosi esploratori, inquietanti alieni e vari altri luoghi, persone e cose fantastiche.
Scenari come quelli di Miti di Cthulhu di H. P. Lovecraft e di Il mondo perduto di Sir Arthur Conan Doyle, e famosi personaggi come Jules Verne, H. G. Wells, Doc Savage, Tarzan e Indiana Jones sono un perfetto esempio di quest'era..
Molti elementi di Pulp Heroes sono stati adattati e inclusi successivamente nel supplemento d20 Past.

#### Thunderball Rally
Thunderball Rally fu il secondo minigioco di una breve serie di anteprime del d20 Modern che apparve nei primi numeri della terza e ultima edizione di Polyhedron Magazine, che venne pubblicata nel retro di Dungeon Magazine.
Thunderball Rally, distribuito come anteprima di d20 MODERN RPG nel numero 152 di Polyhedron, è un minigioco basato sul d20 System centrato sulle corse automobilistiche negli Stati Uniti d'America nel 1976. Il gioco crea un'immaginaria corsa automobilistica che attraversa gli Stati Uniti e usa le regole del d20 System per la guida dei veicoli. Queste ultime sono anche consigliate per giocare al minigioco Shadow Chasers.
In Thunderball Rally, i personaggi giocanti parteciperanno a una delle più grandi, più illegali e più redditizie corse di rally in America. Esempi del genere includono The Gumball Rally, Cannonball (film) (e il suo successivo remake Cannonball Run), The Blues Brothers, Death Race 2000 e Smokey and the Bandit, e personaggi iconici come Boss Hogg con la sua Generale Lee. Nel numero 153 di Polyhedron vennero pubblicate le regole per un personaggio orangotango come omaggio al film del 1978 Filo da Torcere.